# Michael Hopkins
Michael (Mike) Scott Hopkins (Lebanon, 28 december 1968) is een Amerikaans militair ruimtevaarder. In 2013/2014 verbleef hij 166 dagen aan boord van het Internationaal ruimtestation ISS.
Hopkins maakt deel uit van NASA Astronautengroep 20. Deze groep van 14 astronauten begon hun training in augustus 2009 en werden op 4 november 2011 astronaut.
Hopkins’ eerste ruimtevlucht was Sojoez TMA-10M en vond plaats op 25 september 2013. Deze vlucht bracht de bemanningsleden naar het ISS. Hij maakte deel uit van de bemanning van ISS-Expeditie 37 en 38. Tijdens zijn missie maakte hij twee ruimtewandelingen.
In november 2020 ging Hopkins als gezagvoerder van Crew Dragon-vlucht USCV-1 naar het ISS voor een 6 maanden durend verblijf. In het ISS werd hij op 18 december 2020 beëdigd als kolonel in de United States Space Force. Op 30 juni 2023 zwaaide Hopkins af als NASA-astronaut.
1. ↑  (en) Sandra Erwin, NASA’s Crew-1 commander to be sworn into U.S. Space Force from the International Space Station, SpaceNews, 28 oktober 2020. Gearchiveerd op 26 november 2024.